# شوتايم سبورت
شوتايم سبورت أو شو سبورتس بالإنجليزية: (SHOW SPORTS) كانت قناة تلفزيونية عربية مدفوعة تبث مباريات الدوري الإنجليزي الممتاز ودوري أبطال أوروبا والدوري الأوروبي وكأس الاتحاد الأوروبي والدوري الوطني لكرة القدم الأمريكية وبطولة القتال النهائي ودورة الألعاب الأولمبية تأسست القناة في 3 يوليو 2005 باسم شوتايم سبورت ثم تغير اسمها إلى شو سبوتس في 17 أبريل 2007 وكانت القناة قد حصلت الدوري الإنجليزي الممتاز في عام 2007 حيث انضم إليها فهد العتيبي أول معلق سعودي على القناة، بدأت القناة بالبث من العاصمة الإعلامية دبي باللغتين العربية والإنجليزية وكانت تبث حصريا عبر باقة شوتايم، أغلقت القناة في 12 أبريل 2011 وتم استبدالها بقنوات أو أس أن سبورتس.

## الصور

شعار_قناة_شو_سبورتس_2007_-_2010.pngشعار_قناة_شو_سبورتس_2007_-_2010.png
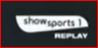
شعار قناة شو سبورتس 2010 ـ 2011